# Cassala
Cassala (AFI: /ˈkassala/; in arabo كسلا‎?, Kassalā) è una città del Sudan, capitale dello Stato omonimo, situata nei pressi della frontiera con l'Eritrea.

## Storia
Cassala fu originariamente fondata come un campo militare per i soldati di Mehmet Ali, wali d'Egitto, nell'ambito dell'offensiva militare ottomana nel Sudan orientale (1840). Cassala fu successivamente occupata dopo lungo assedio (1883-1885) dai Mahdisti nel 1885. 
Fu soggetta alla sovranità italiana in due occasioni, dal 1891 al 1897 e tra il 1940 e il 1941.

### Primo periodo italiano

Cassala in una immagine d'epoca

La città era stata assegnata all'Italia fin dagli accordi intercorsi con la Gran Bretagna del 15 aprile 1891. I Dervisci, tuttavia, guidati dal Mahdi sudanese si erano impadroniti dell'intero Sudan ed avevano occupato anche Cassala effettuando diverse scorrerie in territorio eritreo. Una prima scorreria derviscia era stata bloccata dalle truppe italiane, con uno scontro a fuoco ad Agordat nel 1890. Gli italiani rafforzarono le difese della cittadina, collocandovi un presidio.
Dopo due anni, però una nuova scorreria di un migliaio di dervisci, sempre provenienti da Cassala, minacciarono nuovamente Agordat, ma furono battuti in località Serobeti dalle truppe comandate dal capitano Hidalgo in un combattimento che portò nelle file dei dervisci 150 perdite.
Nel dicembre del 1893 circa 10.000 dervisci tornarono a farsi minacciosi, ma furono affrontati dal colonnello Arimondi, vice governatore reggente della colonia, per l'assenza del governatore Baratieri.
I dervisci ebbero circa 1.000 morti e 1.000 tra feriti, dispersi e prigionieri, mentre gli italiani persero più di 200 uomini tra morti e feriti.
La vittoria spinse il 17 luglio 1894 Baratieri ad estendere l'occupazione a Cassala, che era fuori della zona assegnata all'Italia. Nel frattempo le sorti della guerra coloniale volsero al peggio, con la battaglia di Adua, che segnò una pesante sconfitta per l'Italia.
Nel clima di generale ripiegamento l'Italia ritenne troppo oneroso mantenere la sovranità sulla città e la cedette, il 25 dicembre 1897 ai britannici, che nel frattempo erano ritornati in possesso del Sudan.

### Seconda occupazione italiana

L'infermeria da campo durante la breve occupazione italiana nel 1940

All'inizio della seconda guerra mondiale, nell'ambito della campagna dell'Africa Orientale Italiana, dal 4 luglio 1940 al 21 gennaio 1941 le forze italiane procedettero alla conquista di Cassala, strappata alla Sudan Defence Force. L'azione doveva preludere alla occupazione del Sudan, ma in realtà rivelò la debolezza delle forze coloniali italiane, che dopo poco tempo dovettero cedere alla pressione delle forze inglesi, ben dotate di mezzi meccanizzati ed appoggiate da una aviazione tattica organizzata. Le truppe italiane dovettero ripiegare ordinatamente su Agordat, dove si tentò una prima difesa, e poi su Cheren. Qui si sarebbe svolta la decisiva battaglia di Cheren.

### Storia recente
Dal 1960 la città è stata meta di un gran numero di rifugiati etiopi ed eritrei in fuga dalle zone di conflitto tra Etiopia ed Eritrea; negli anni ottanta, con lo scoppio della seconda guerra civile in Sudan, si è aggiunto un gran numero di sfollati sudanesi provenienti dalle montagne di Nuba. Circa 160.000 rifugiati vivono ora in campi profughi nelle immediate vicinanze della città.
Cassala ha ora un indice di mortalità infantile molto elevato. Il personale delle Nazioni Unite non è stato ammesso nella zona.